# Церква святого благовірного князя Олександра Невського (Новочеркаськ)
Церква Святого благовірного князя Олександра Невського (рос. Церковь Святого благоверного князя Александра Невского) — православний храм в місті Новочеркаську Ростовської і Новочеркаській єпархії Московського Патріархату Російської Православної Церкви. 
Адреса храму: Ростовська область, м. Новочерскаськ, вул. Александровська, буд. 78А

## Історія
В 1805 році, після закладення Вознесенського собору єпископом Воронезьким і Черкаським Арсенієм було освячено місце під нову Олександро-Невську церкву. З плином часу, після зміни місця під будівництво храму було здійснено повторне освячення місця священиком Василем Рубашкіним. Спочатку церква будувалася дерев'яної за проектом архітектора Лавопієра. 29 червня 1810 року протоієрей Олексій Орідовский освятив новозбудовану дерев'яну церкву в честь святого благовірного князя Олександра Невського.
У 1822 році до церкви був прибудований боковий вівтар в ім'я св. великомучениці Параскеви П'ятниці, освячений 26 жовтня цього ж року протоієреєм Яковом Мерхалевим. У 1827 році військовим отаманом Д. Е. Кутейніковим було запропоновано побудувати в Новочеркаську замість дерев'яної кам'яної Олександро-Невської церкви кам'яну. Пропозиція Д. Е. Кутейнікова було підтримано, був складений план з кошторисом, схвалені в 1829 році Імператором Миколою І з повелінням почати будівництво кам'яного Олександра-Невського храму після закінчення будівництва в Новочеркаську кам'яного Військового Вознесенського собору.
У 1834 році була побудована нова дзвіниця, в 1835 році була перебудована сама церква, влаштований кам'яний фундамент і споруджено другий придельный вівтар. У 1866 році дерев'яну покрівлю на Александро-Невській церкви замінили залізної.
Початок будівництва кам'яної церкви затягнулося. У 1889 році був складений новий проект кам'яного храму за зразком церкви в маєтку Ф. Я. Терещенка біля Києва. Проект був затверджений Військовим Наказним Отаманом князем М. І. Святополк-Мирським, на виконання проекту благословення дав Архієпископ Макарій.
Роботи зі спорудження нового храму велися з 1891 року. У 1893 році будівництво церкви начорно закінчили. Влітку 1894 року на головний купол храму був встановлений хрест.
Мармуровий іконостас церковний староста А. Абрамов замовив на власні кошти в Москві майстру Кутирину за 22 тис. руб. Влітку 1896 року іконостас було одержано і встановлено. Правий боковий вівтар церкви був влаштований на честь св. великомучениці Параскеви, нареченої П'ятниця і освячений 19 жовтня 1897 року з благословення Архієпископа Афанасія. В 1899 році храм був усередині пофарбований олійною фарбою і покритий стінний живописом живописцем Гордієнко.
Новий Олександро-Невський храм був побудований в ново-візантійському стилі, з півкругом у вівтарі, за яким влаштовано приміщення для ризниці. Храм уміщував до 1500 осіб. 
До Олександро-Невської церкви були приписані: 
- Кам'яна Олександро-Невська церква (1882), не збереглася.
- Церква в таборі Донський артилерії (1897).
- Каплиця, збудована навпроти будівлі Новочеркаської поштової контори (нині Вузол зв'язку на Платовском пр.).

Після закінчення громадянської війни на Дону Олександро-Невський храм був закритий. У роки Німецько-радянської війни храм відкрили, але знову закрили в 1960 році. 
В середині 70-х років у будівлі церкви почалася «реставрація» для створення в ній планетарію. В 1990-роках в церкві знову почалися богослужіння. 12 березня 1995 року встановлено нові дзвони.

## Галерея

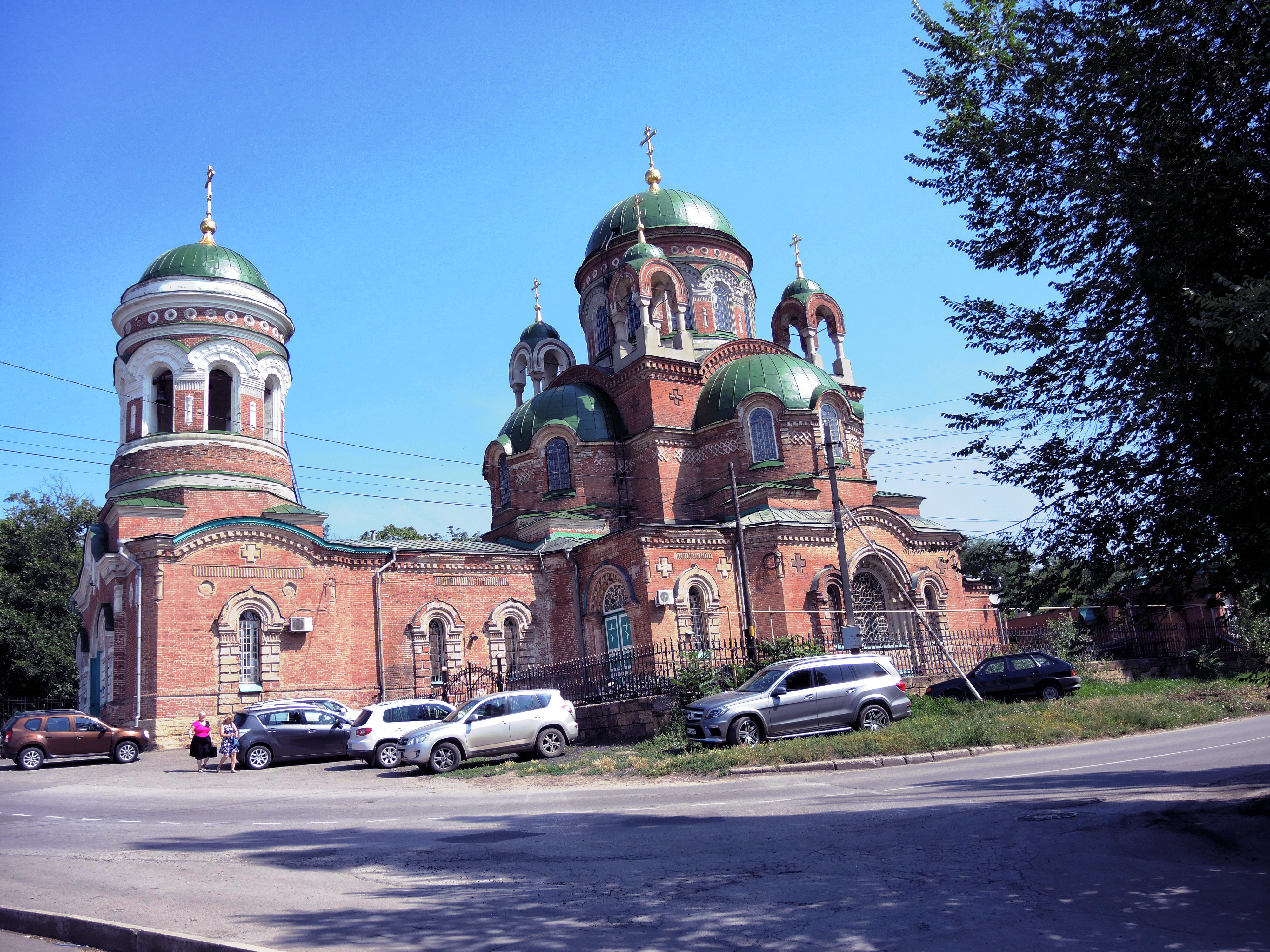
Собор Олександра Невського на площі Свободи
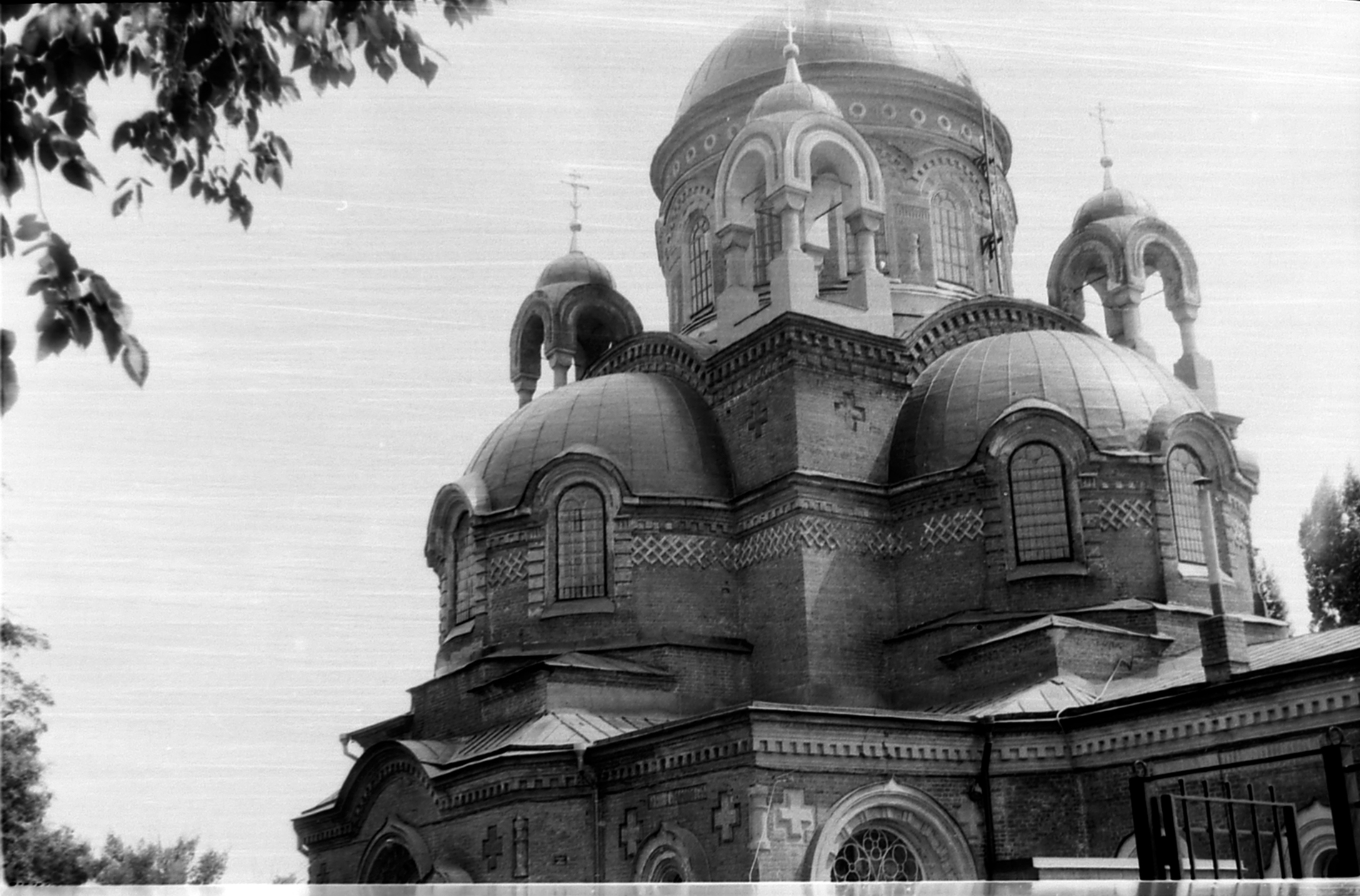
Собор Олександра Невського
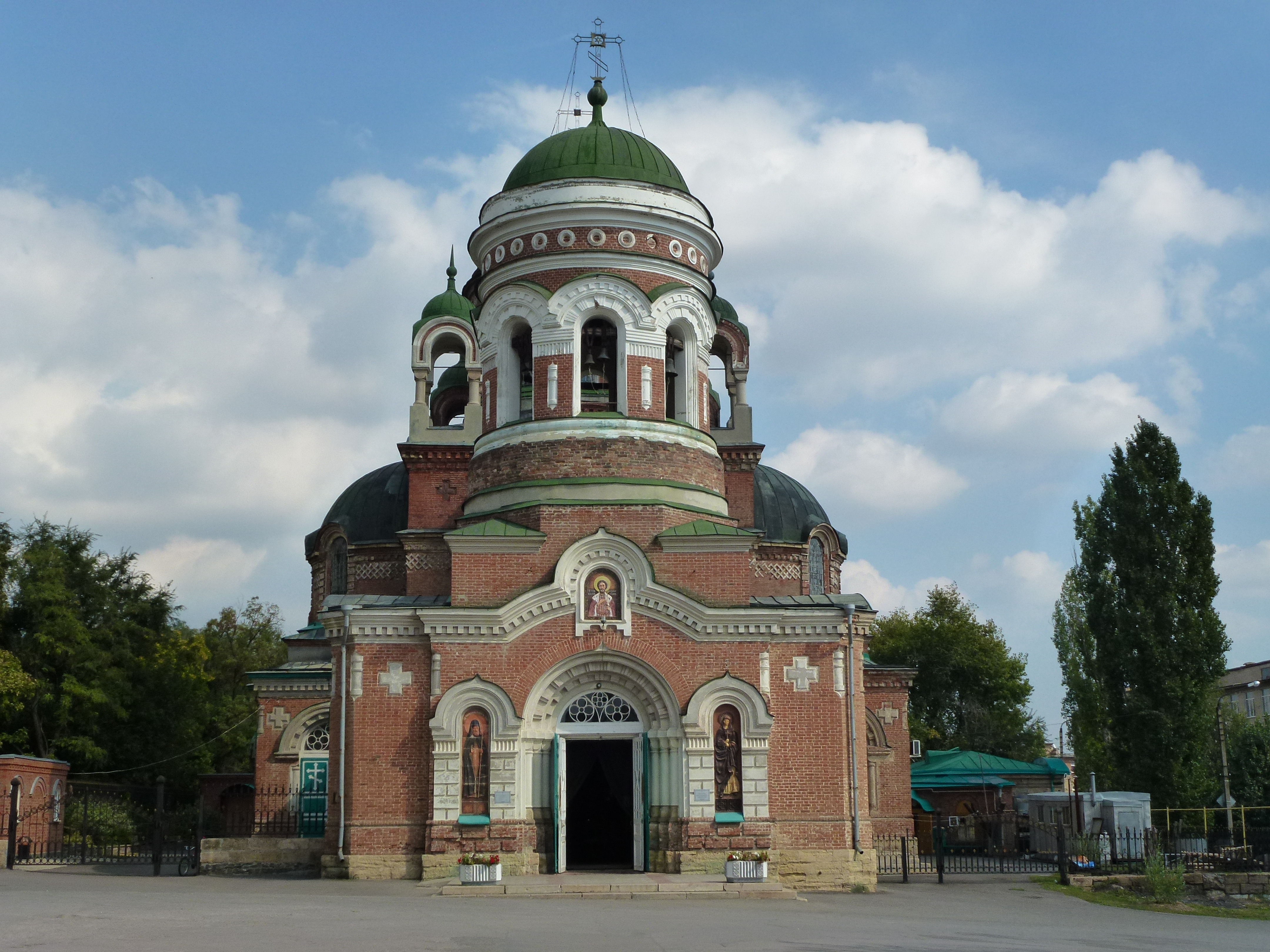
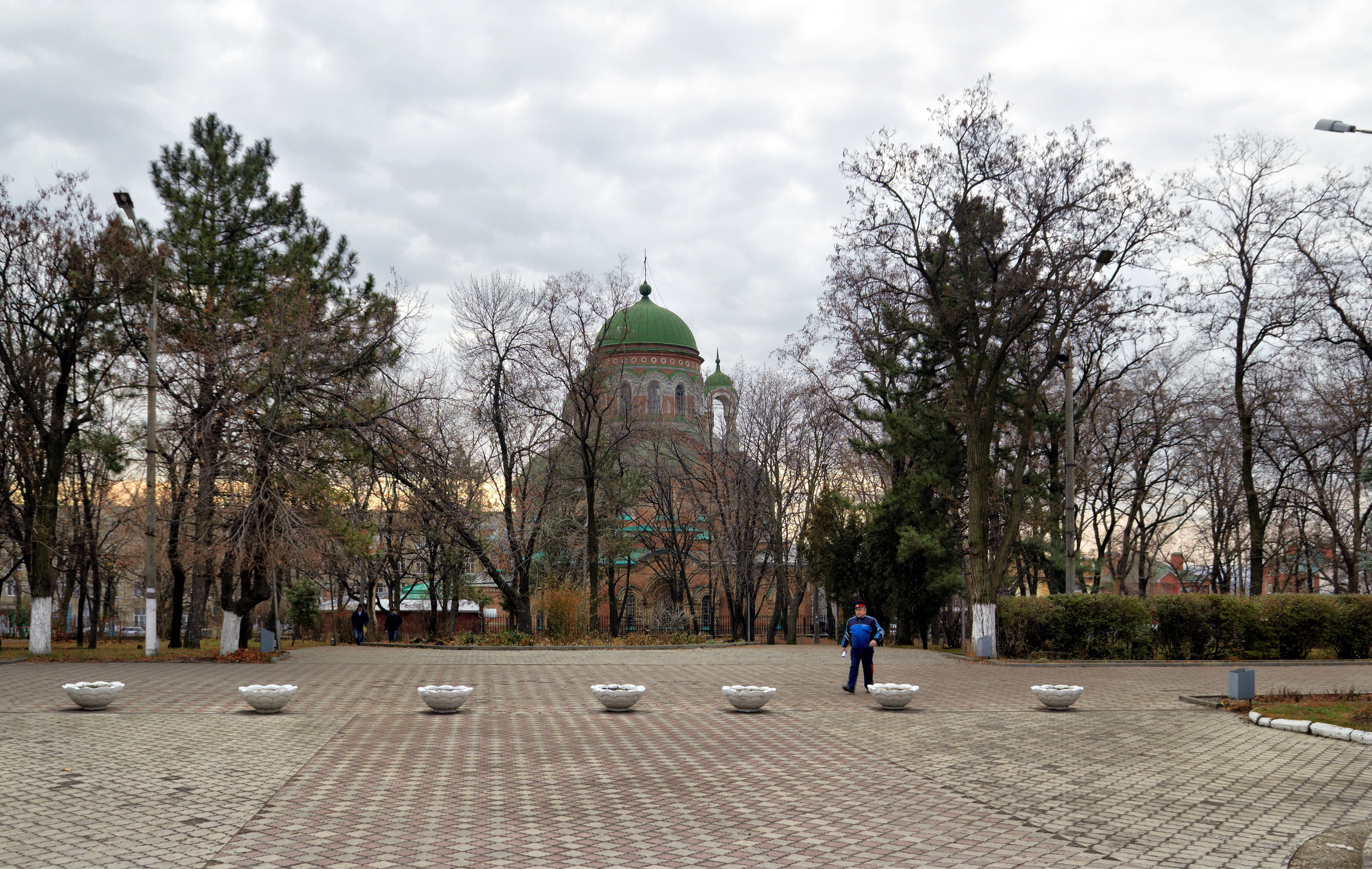
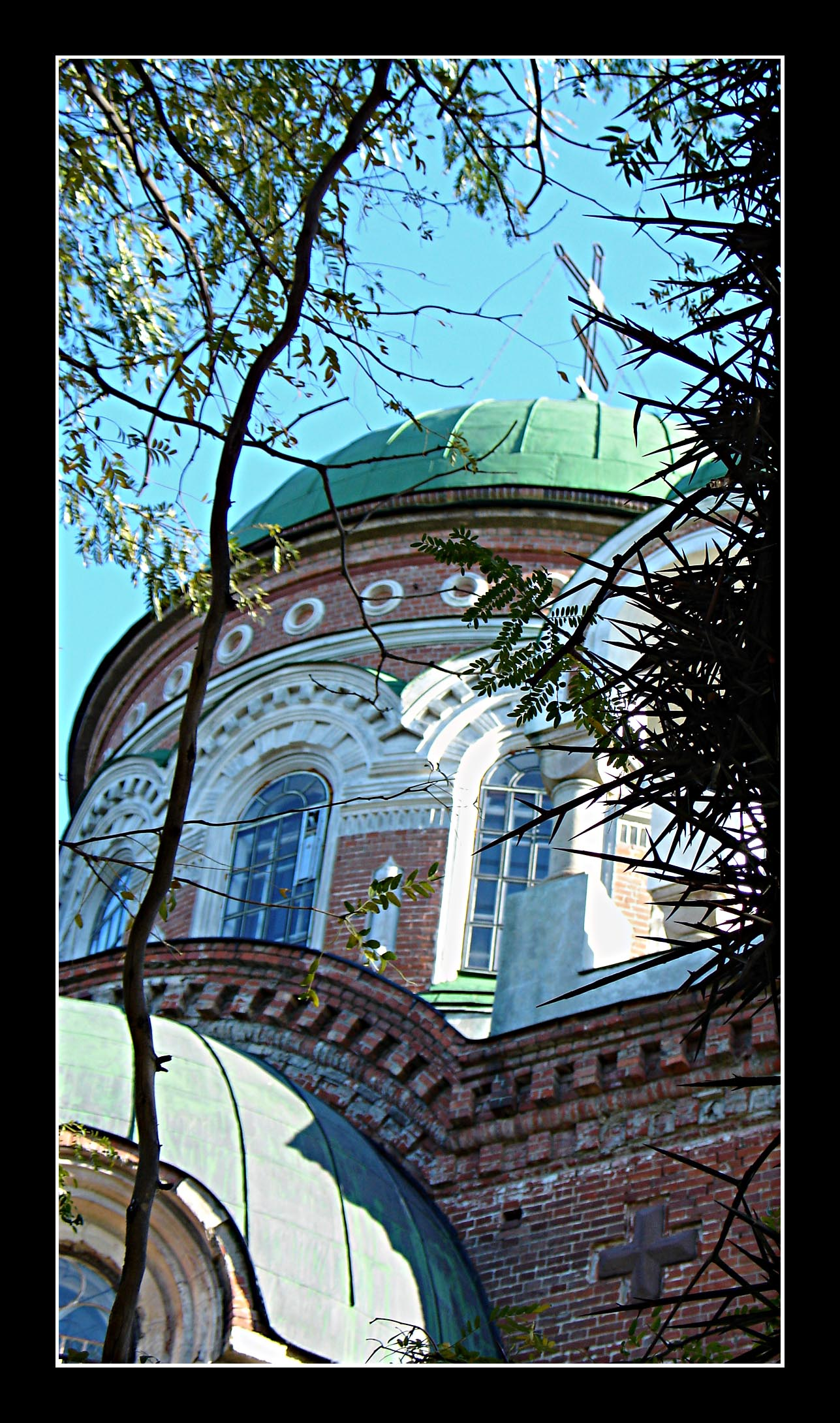
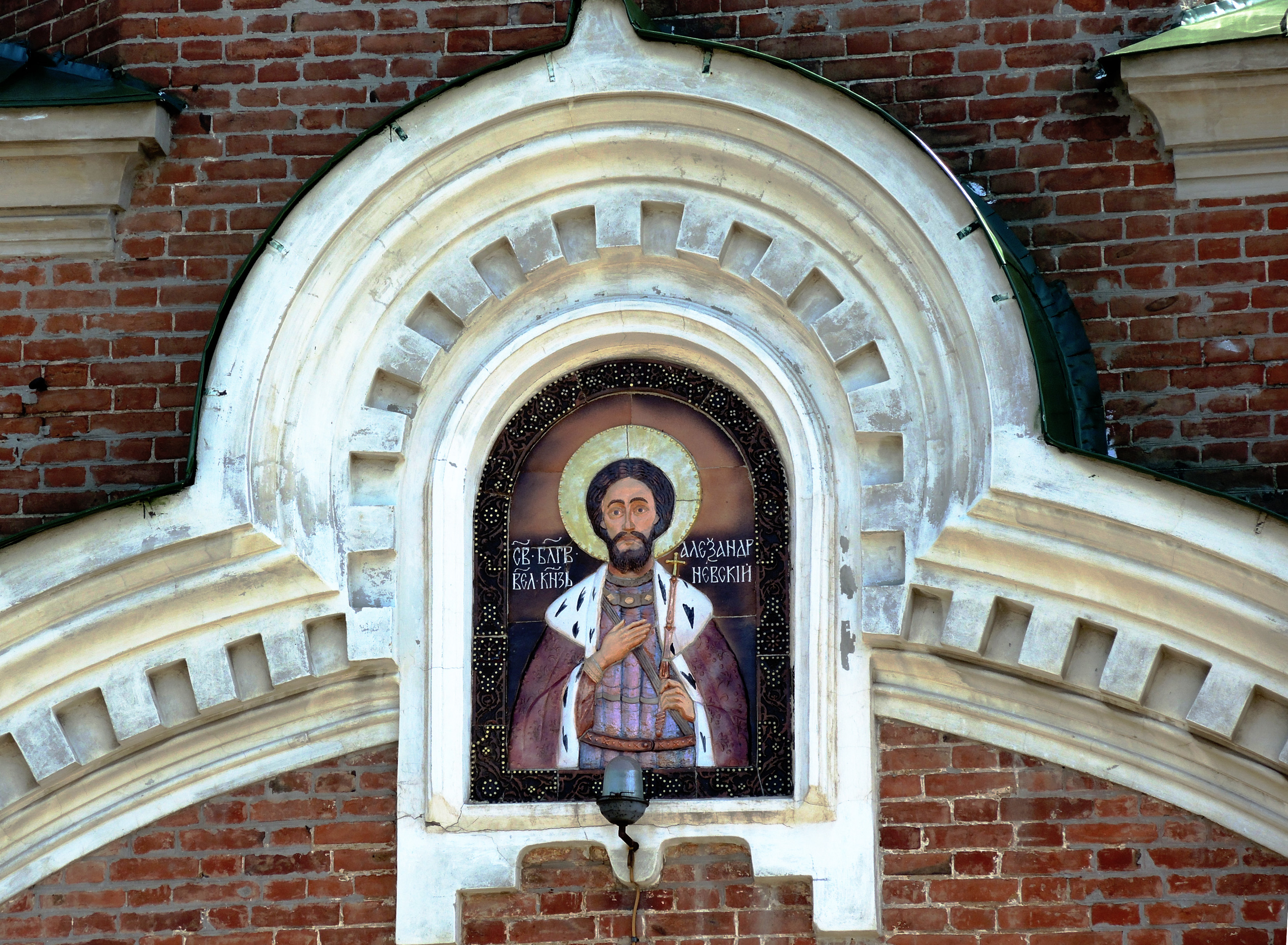
Надбрамна ікона собору Олександра Невського